# Villers-sur-Trie
Villers-sur-Trie is een plaats en voormalige gemeente in het Franse departement Oise in de regio Hauts-de-France en telt 293 inwoners (1999). De plaats maakt deel uit van het arrondissement Beauvais.

## Geschiedenis
De gemeente werd op 1 januari 2018 opgeheven en opgenomen in de aangrenzende gemeente Trie-Château.

## Geografie
De oppervlakte van Villers-sur-Trie bedraagt 4,1 km², de bevolkingsdichtheid is 71,5 inwoners per km².
De onderstaande kaart toont de ligging van Villers-sur-Trie met de belangrijkste infrastructuur en aangrenzende gemeenten.

## Demografie
Onderstaande figuur toont het verloop van het inwonertal.